# Сенегал на Светском првенству у атлетици у дворани 2014.
Сенегал је девети пут учествовала на Светском првенству у атлетици у дворани 2014. одржаном у Сопоту од 7. до 9. марта. Репрезентацију Сенегала представљала је једна такмичарка која се такмичила у трци на 60 м препоне.,
На овом првенству такмичарка из Сенегал није освојила ниједну медаљу али је оборила национални рекорд.

## Учесници
Жене:
- Gnima Faye — 60 м препоне

## Резултати

### Жене
| Атлетичарка | Дисциплина   | Лични рекорд | Квалификација | Квалификација | Полуфинале            | Полуфинале            | Финале                | Финале       | Детаљи |
| Атлетичарка | Дисциплина   | Лични рекорд | Резултат      | Место         | Резултат              | Место                 | Резултат              | Место        | Детаљи |
| ----------- | ------------ | ------------ | ------------- | ------------- | --------------------- | --------------------- | --------------------- | ------------ | ------ |
| Gnima Faye  | 60 м препоне | 8,17 НР      | 8,15 НР       | 5. у гр. 2    | Није се квалификовала | Није се квалификовала | Није се квалификовала | 19 / 29 (30) |        |